# レッドウッドシティ
レッドウッドシティ（英: Redwood City）は、アメリカ合衆国カリフォルニア州中部サンマテオ郡の都市。人口は8万4292人（2020年）で、同郡の郡庁所在地である。サンフランシスコ半島の東岸にあり、サンフランシスコの40km南、サンノゼの43km北に位置している。
先住民オローニ族が住んでいた時代から材木などの積み出し港としての伝統まで豊かな歴史がある。今日ではオラクルやエレクトロニック・アーツなど技術系の会社が拠点を構えている。レッドウッドシティ港はサンフランシスコ湾の中でサンフランシスコより南では唯一水深のある港である。

## 歴史

現在のレッドウッドシティーの場所は、1795年にはメキシコ領時代のカリフォルニアの政治家、ホセ・ダリオ・アルグエジョ（写真の人物）に譲渡されたランチョ・デ・ラス・プルガスの一部だった

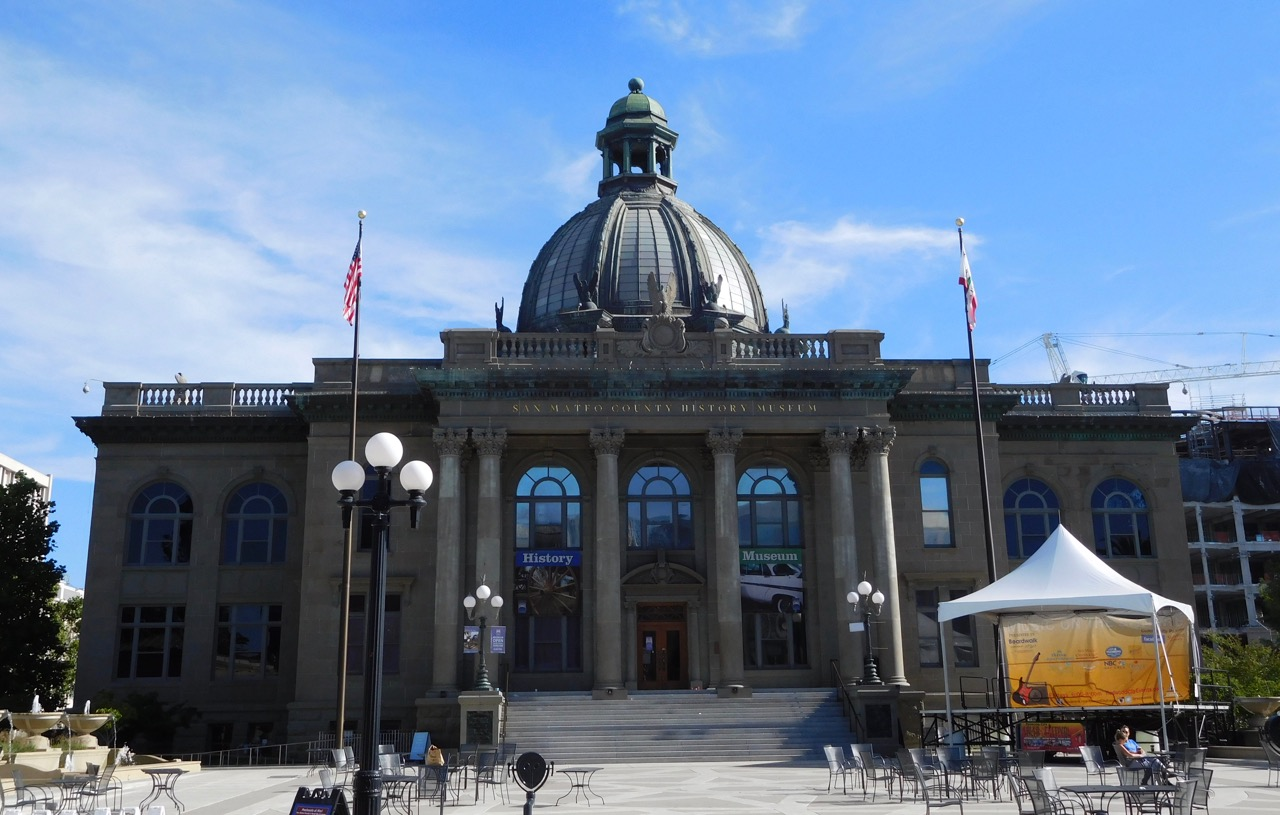
1910年に建造された旧サンメテオ郡裁判所、現サンメテオ郡歴史博物館

現在のレッドウッドシティーの地域には先住民（インディアン）であるオローニ族が住んでいた。その後スペイン人が土地の所有を宣言し、をカリフォルニア・ミッションの伝道施設を建造した。
レッドウッドシティーは1868年に市制を施行し、サンマテオ郡で最初の市となった。それ以来、1856年に成立したサンメテオ郡の郡庁が置かれている。
この辺りの土地はランチョ・デ・ラス・プルガスと呼ばれる荘園の一部で、メキシコ政府により1835年にアルグエジョ家に譲渡された。アルグエジョ家による支配は、1846年に始まった米墨戦争の結果としてカリフォルニアがアメリカ合衆国の一部となった際に問題となった。アルグエジョ家の弁護人、サイモン・M・メゼスは1854年に土地所有の主張を弁護し、最終的に現在のレッドウッドシティの場所を購入する許可を得た。メゼスはレッドウッド・クリーク河岸に既に住み着いていた人々に土地の一部を売却し「メゼスビル（Mezesville）」と居住地に名付けた。市はこの名を維持しなかったが、メゼスが残した土地に今でもメゼス・パークと呼ばれる公園が存在する.。
1907年、日系人移民の榎本兄弟（Eikichi and Sadakusi Enomoto、榎本エイキチ、サダキチ？）が、チーズクローズ・カバー使用による新しい栽培法と言う技術革新により、アメリカ合衆国初の菊生産を開始、発展させた。榎本兄弟やその他の日系移民一世はこの地域で菊生産を中心とする造園業を発展させた。1926年に、商工会議所は当市を「世界の菊の中心」と呼んだが、1941年に日系人の強制収容等があり、その他の要素も加わり、菊生産を中心とする花卉生産ブームは終焉することとなった。

## 地理
レッドウッドシティは北緯37度28分58秒 西経122度14分10秒 / 北緯37.48278度 西経122.23611度に位置する。

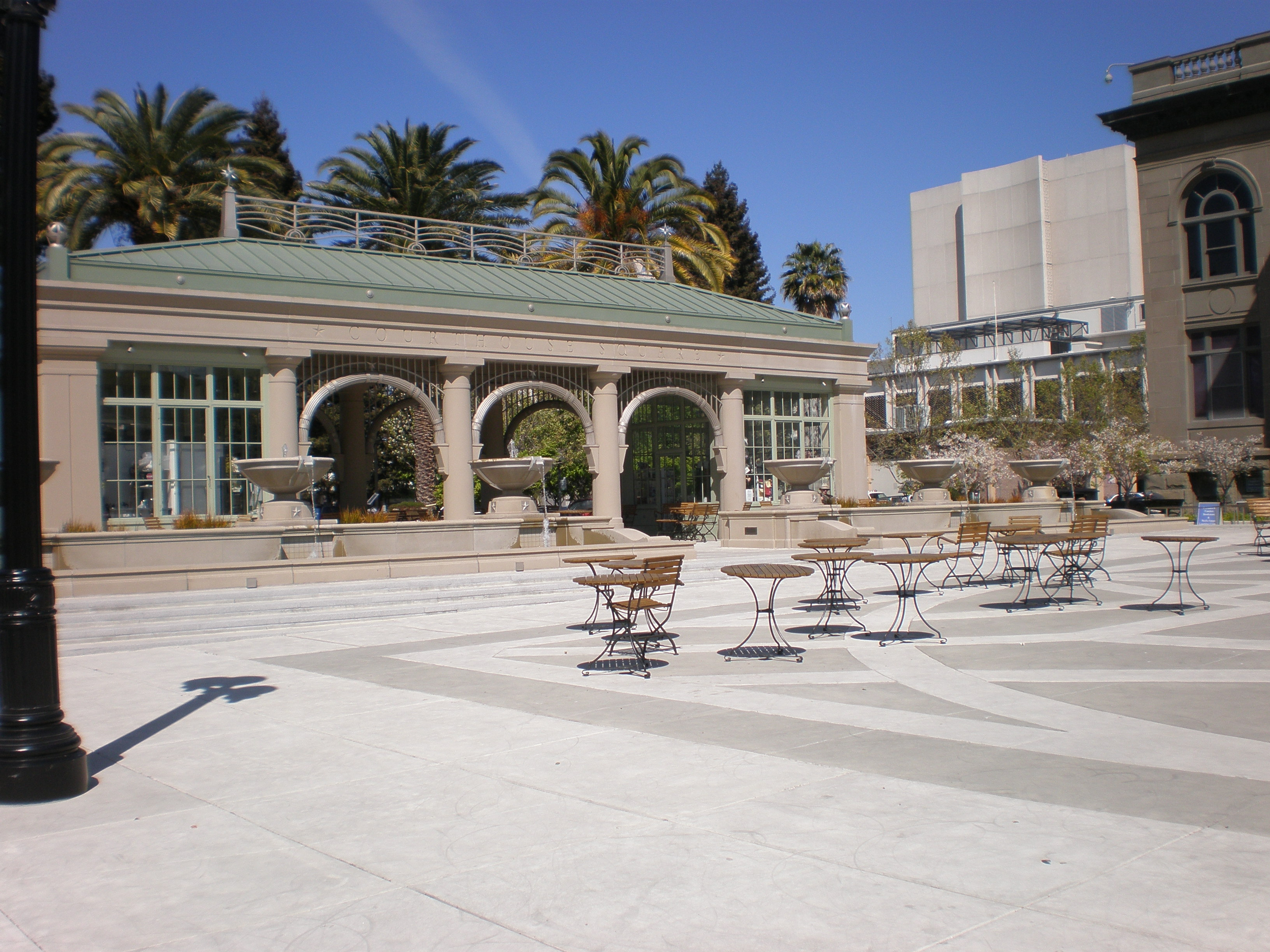
郡庁舎広場

アメリカ合衆国国勢調査局に拠れば、市域全面積は34.6平方マイル (89.5 km2)であり、このうち陸地は19.5平方マイル (50.5 km2)、水域は15.1平方マイル (39.1 km2)で水域率は43.66％である。市内大半の排水系はレッドウッド・クリークであり、ウェストポイント・スロウを最大のものとして幾つかの湿地がこのクリークで繋がっている。
レッドウッドシティの影響範囲はエメラルドレイクヒルズやノースフェアオークスの地区に及ぶが、ほとんどが市境界の外にあり、国勢調査でも個別に扱われている。エメラルドヒルズの直ぐ北、サンカルロス市のクレストビュー地域の東にあるパロマパークはレッドウッドシティの地区であるが、正式にはサンマテオ郡の未編入領域である。レッドウッドショアーズの地区もレッドウッドシティの一部だが、隣接するサンカルロス市を通らずに互いに陸路往来することはできない。レッドウッドシティは社会階層的に主に中流階級が住んでいるが、その東部はノースフェアオークスやイーストパロアルトに近く労働者階級が住んでいる。
市内を北西から南東に抜ける大通り、エルカミノレアルと、北北東から南南西に抜ける大通り、ウッドサイド道路が市の主要道路である。エルカミノレアルはサンフランシスコやサンノゼとを繋いでいるので南北に、ウッドサイド道路はサンフランシスコ湾からサンタクルーズ山脈方向に走るので東西に走っているという見方をされている。

## 気候
アメリカ国立気象局レッドウッドシティにある予報センターと共同事務所を運営している。ここで観測した記録では、12月が最も寒い月であり、7月が最も暑い月である。過去最高気温は1972年7月14日と15日の110 °F (43 ℃) だった。過去最低気温は1949年1月11日の16 °F (−9 ℃) だった。年平均で90 °F (32 ℃) を超える日が21.6日あり、100 °F (38 ℃) を超える日は2.8日ある。32 °F (0 ℃) を下回る日は10.4日ある。
年間平均降水量は20.16インチ (512 mm) である。月間降水量で最も多かったのは1998年2月の12.42インチ (316 mm)、24時間雨量で最も多かったのは1962年10月13日の4.88インチ (124 mm) だった。降雪は希だが、1935年5月、1962年1月、1976年2月には幾らかの積雪が記録された。
| レッドウッドシティの気候                                                                                  | レッドウッドシティの気候 | レッドウッドシティの気候 | レッドウッドシティの気候 | レッドウッドシティの気候 | レッドウッドシティの気候 | レッドウッドシティの気候 | レッドウッドシティの気候 | レッドウッドシティの気候 | レッドウッドシティの気候 | レッドウッドシティの気候 | レッドウッドシティの気候 | レッドウッドシティの気候 | レッドウッドシティの気候 |
| 月 | 1月                      | 2月                      | 3月                      | 4月                      | 5月                      | 6月                      | 7月                      | 8月                      | 9月                      | 10月                     | 11月                     | 12月                     | 年                       |
| --- | ------------------------ | ------------------------ | ------------------------ | ------------------------ | ------------------------ | ------------------------ | ------------------------ | ------------------------ | ------------------------ | ------------------------ | ------------------------ | ------------------------ | ------------------------ |
| 平均最高気温 °C （°F）                                                                                    | 13.2 (55.7)              | 16.5 (61.7)              | 18.4 (65.1)              | 21.1 (69.9)              | 23.3 (74.0)              | 25.9 (78.7)              | 27.1 (80.8)              | 26.9 (80.5)              | 25.8 (78.5)              | 22.8 (73.0)              | 17.3 (63.1)              | 14.1 (57.4)              | 21.1 (70.0)              |
| 平均最低気温 °C （°F）                                                                                    | 3.9 (39.1)               | 5.4 (41.7)               | 6.4 (43.6)               | 7.3 (45.2)               | 9.4 (48.9)               | 11.5 (52.7)              | 12.9 (55.2)              | 12.8 (55.0)              | 11.8 (53.2)              | 9.3 (48.7)               | 6.1 (42.9)               | 3.7 (38.6)               | 8.4 (47.1)               |
| 降水量 mm （inch）                                                                                        | 106.7 (4.20)             | 102.6 (4.04)             | 90.7 (3.57)              | 27.2 (1.07)              | 10.9 (.43)               | 2.5 (.10)                | 0.8 (.03)                | 2.5 (.10)                | 5.3 (.21)                | 26.9 (1.06)              | 66.5 (2.62)              | 74.4 (2.93)              | 512.1 (20.16)            |
| 出典："Climatography of the United States," National Climatic Data Center (www.ncdc.noaa.gov) August 2010 |                          |                          |                          |                          |                          |                          |                          |                          |                          |                          |                          |                          |                          |

## 人口動態

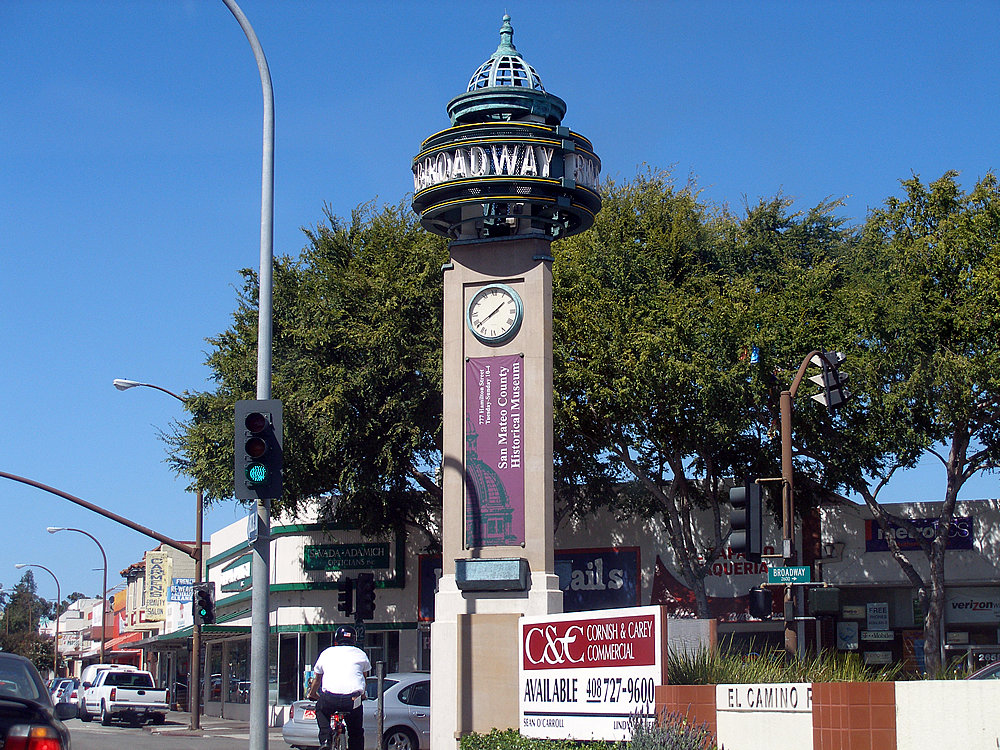
ブロードウェイとエルカミノレアル交差点にある時計塔

以下は2009年推計による人口統計データである。
| 基礎データ - 人口: 78,000人 - 世帯数: 27,423世帯 - 家族数: 17,898家族 - 人口密度: 2,679.3人/km2（4,958.6人/mi2） - 住居数: 29,568軒 - 住居密度: 876.5軒/km2（2,848.9軒/mi2） 人種別人口構成 - 白人: 44.4% - アフリカン・アメリカン: 8.4% - ネイティブ・アメリカン: 3.7% - アジア人: 7.1% - 太平洋諸島系: 5.3% - その他の人種: 9.5% - 混血: 2.1% - ヒスパニック・ラテン系: 51.7% 主たる言語による人口構成 - 英語: 47.1% - スペイン語: 39.6% - 中国語: 2.4% - インド・ヨーロッパ語: 1.7% - その他の言語: 0.5% 年齢別人口構成 - 18歳未満: 30.6% - 18-24歳: 14.7% - 25-44歳: 33.3% - 45-64歳: 17.4% - 65歳以上: 7.4% - 年齢の中央値: 28歳 - 性比（女性100人あたり男性の人口） - 総人口: 103.2 - 18歳以上: 101.4 | 世帯と家族（対世帯数） - 18歳未満の子供がいる: 31.5% - 結婚・同居している夫婦: 44.4% - 未婚・離婚・死別女性が世帯主: 14.7% - 非家族世帯: 40.2% - 単身世帯: 31.5% - 65歳以上の老人1人暮らし: 6.3% - 平均構成人数 - 世帯: 4.62人 - 家族: 4.80人 収入と家計 - 収入の中央値 - 世帯: 69,679 米ドル - 家族: 77,964米ドル - 性別 - 男性: 47,345米ドル - 女性: 44,125米ドル - 人口1人あたり収入: 31,042米ドル 全国平均：21,587米ドル - 貧困線以下 - 対人口: 10.2% - 対家族数: 8.4% - 18歳未満: 11.1% - 65歳以上: 9.4% |

## 政治

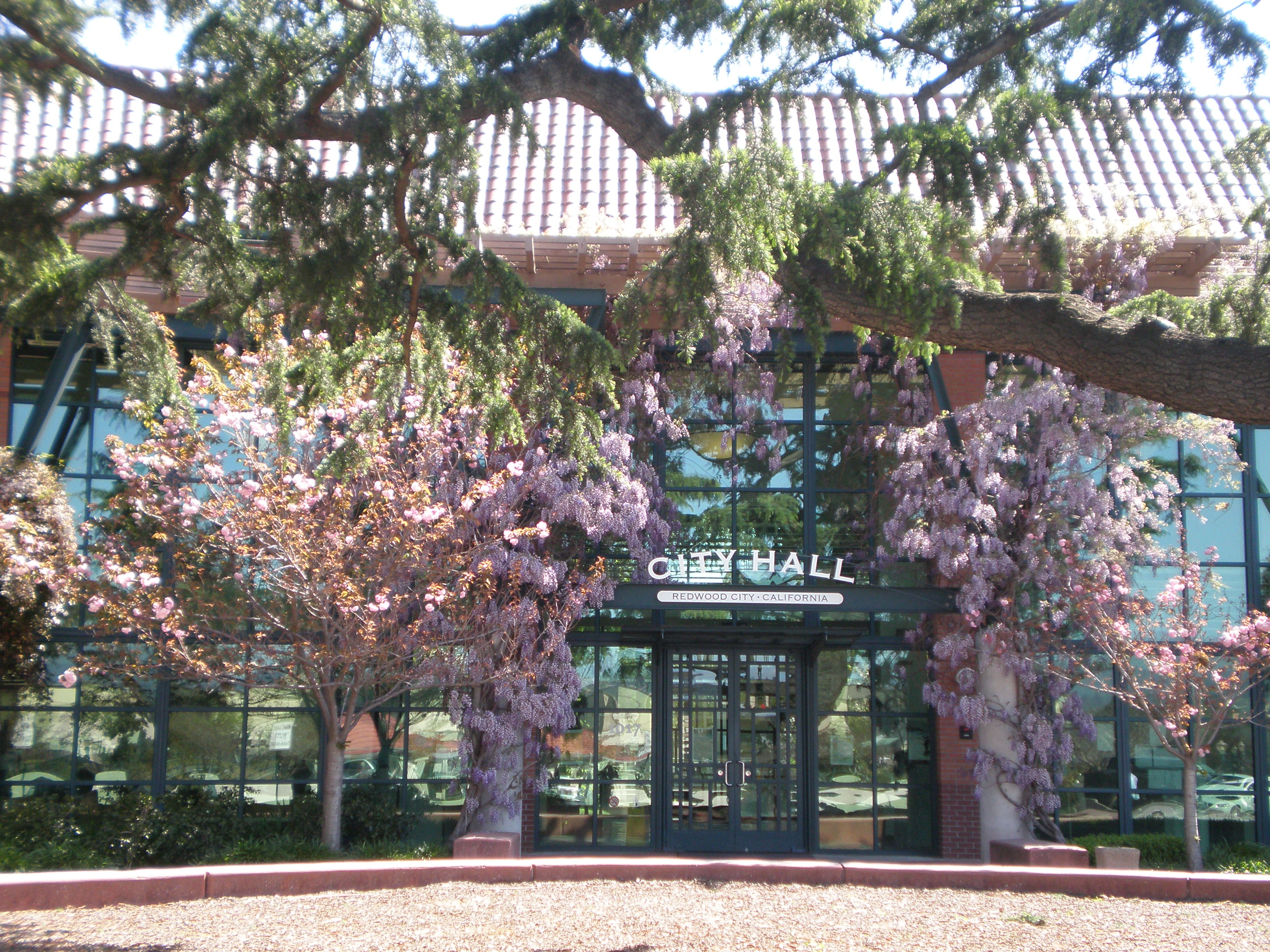
市役所玄関

カリフォルニア州議会では、上院の第11および下院の第21選挙区に属している。連邦議会下院ではカリフォルニア州第12および第14選挙区に属し、クック投票動向指数では民主党+22となっている。2010年時点ですべて民主党議員が務めている。

## 中心街
レッドウッドシティ中心街を再活性化する試みの中で、市当局は開発を行うことに決めた。2006年8月、新しく20スクリーンの映画館と様々な店舗が中心街の重要な地点にオープンした。シネマコンプレックスには地上階にレストランと小売店、地階は地下2階まで駐車場となっている。
さらにブロードウェイ沿いの歴史ある裁判所の建物に大きな改修が加えられた。この建物は1930年代に当初の建物前面が増築され、外観が曖昧になっていた。これが再活性化プログラムの一部として解体された。新しい建物は両側に噴水がある大きな庭園があり、そこから主階段に繋がるようにされた。ガラス製のドームに夜には灯りが灯され、11秒毎に色が変化するようになっている。

## ランドマーク

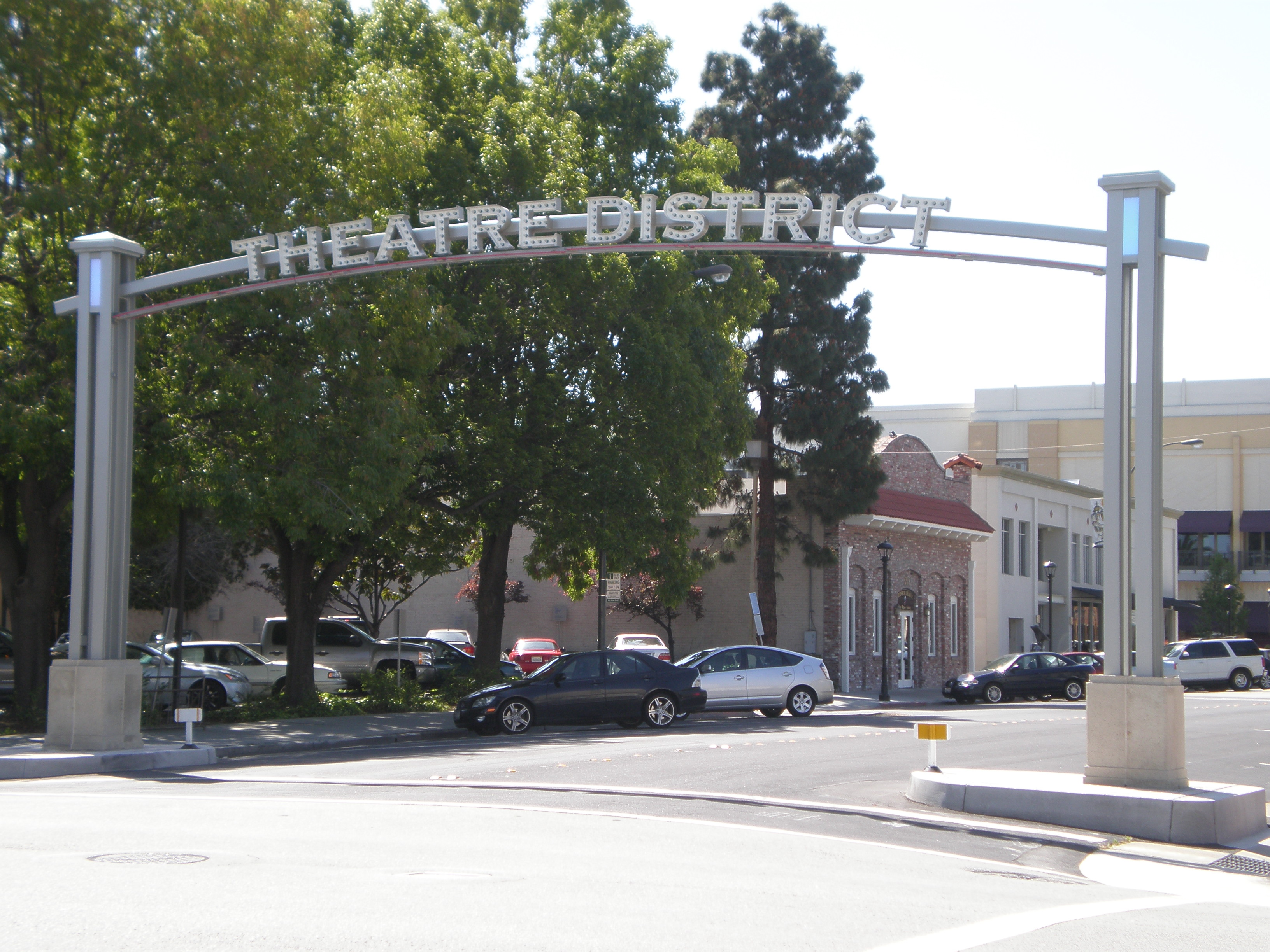
劇場地区のアーチ

- ユニオン墓地、州立歴史史跡 #816[13]

## モットー
市のスローガンは「政府試験による最適気候」（"Climate Best By Government Test"）であり、中心街の東と西の入口にあるアーチに記されている。これは第一次世界大戦の前にアメリカ合衆国とドイツの政府によって遂行された気候学的調査に基づくものである。レッドウッドシティを中心にする地域はカナリア諸島や北アフリカの地中海岸と並んで世界最良の気候とされた。

## 独立記念日パレード
ペニンシュラ・セレブレーション協会が後援する独立記念日パレードは、1939年以来開催されている祭であり、「カリフォルニア最大の独立記念日パレード」「ミシシッピ川より西で最大の独立記念日パレード」「北アメリカで最大の独立記念日パレード」などと謳われてきた。これは正確かもしれないし、正確ではないかもしれない。祭の最初の認証可能な記録は1861年のものであり、パレードは1887年のものである。

## 法の執行
スコット・ピーターソン裁判は2005年にレッドウッドシティで開廷された・
1976年、パトリシア・ハーストが当時サンフランシスコ・ベイエリアでは最も安全性の高い施設だったサンマテオ郡刑務所に収監された。パティ・ハーストは伝説の新聞王ウィリアム・ランドルフ・ハーストの相続人かつ孫娘であり、過激派集団シンバイオニーズ解放軍に誘拐され、一連の犯罪に加わった時に全国紙のヘッドラインを飾った。
著作家ケン・キージーは大麻所有の罪で1967年にサンマテオ郡刑務所に収監された。キージーは獄中で『キージーの獄中日記』を書いた。

## スポーツ
1980年代後半、NFLアメリカンフットボールのサンフランシスコ・フォーティナイナーズがレッドウッドシティの戦没者記念センターに近いレッド・モートン公園でトレーニングを行った。
現在ミネソタ・バイキングスのワイドレシーバー、グレッグ・カマリロはレッドウッドシティ生まれである。
メジャーリーグベースボールの選手ドン・モッシは1960年代にレッドウッドシティのベラ・アベニュー1925に住んでいた。その家はモッシガロードに出ているときはサンフランシスコ・ジャイアンツの選手が使っていた。
ニューイングランド・ペイトリオッツのワイドレシーバー、ジュリアン・エーデルマンはレッドウッドシティ生まれである

## メディア
- 映画ハロルドとモード 少年は虹を渡るは北カリフォルニアの様々な場所で撮影された。モードが「呼吸できないかわいそうな木」を解放するシーンはレッドウッドシティ中心街のサンマテオ郡郡庁舎前で撮影された。
- 映画ミセス・ダウトの裁判所シーンはレッドウッドシティ裁判所で撮影された。
- ドリームワークスの幾つかのアニメ映画（森のリトル・ギャング、マダガスカル、シャーク・テイル、シュレック2、シュレックなど）は、PDI/Dreamworks（ドリームワークス・アニメーションの北カリフォルニア支部）が制作したものであり、その支部は2002年10月に近くのパロアルトからレッドウッドシティに移転してきた。
- テレビゲーム制作者エレクトロニック・アーツがレッドウッドシティのレッドウッドショアー地区に本拠を置いている。
- MMOGのロブロックスがウッドシティに本拠を置いている。

## 経済

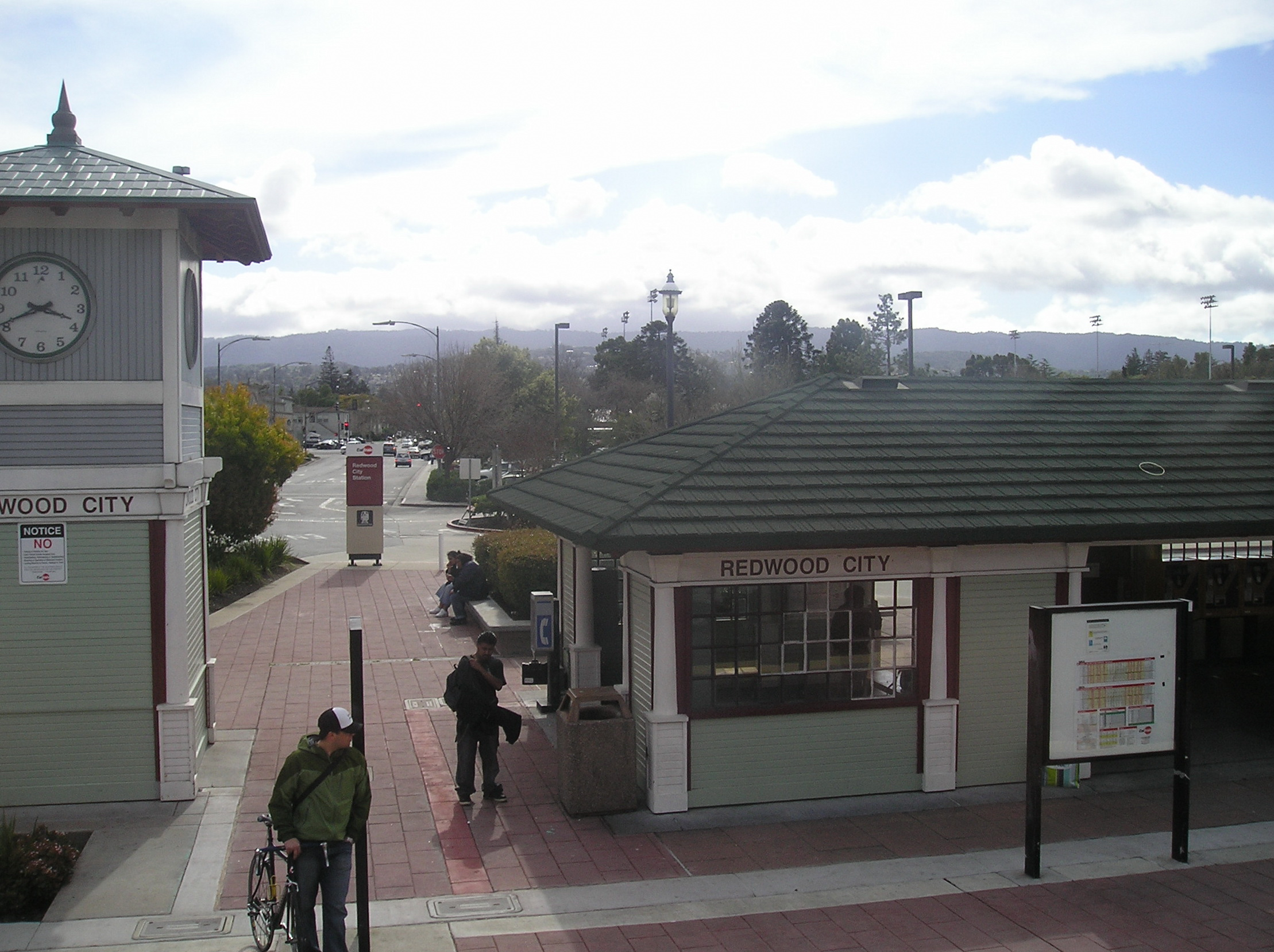
レッドウッドシティ駅

レッドウッドシティに本拠を置く会社としてはオラクル、エレクトロニック・アーツ、ブロードビジョン、インフォーマティカ、アンペックス、サポートドットコム、シャッターフライ、ビッグバンドネットワークスなどがある。
全日本空輸がレッドウッドシティのツインドルフィン・ドライブ555スイート350に事務所を構えている。セガは1999年までアメリカ本社を置いていたが、サンフランシスコに移転した。

### 主要雇用主
- 団体 - 従業員数（人）[21]

1. オラクル - 6,700
2. エレクトロニック・アーツ - 3,146
3. サンマテオ郡 - 2,200
4. カイザー・パーマネンテ - 2,044
5. セコイア病院 - 1,013
6. レッドウッドシティ教育学区 - 1,000
7. ブロードビジョン - 759
8. セコイア統合高等教育学区 - 700
9. レッドウッドシティ - 607
10. インフォーマティカ - 400
11. PDI/Dreamworks - 400
12. スタンフォード病院クリニック - 400
13. カナダ・カレッジ - 380
14. アンペックス - 300
15. グラナイトロック - 300

## 姉妹都市
レッドウッドシティは次の都市と姉妹都市を結んでいる
- メキシコ、コリマ州、コリマ
- 中国、広東省、珠海市
- メリーランド州、アナポリス
- メキシコ、ミチョアカン州、アギリラ